# 克利希伊夫卡
克利希伊夫卡（羅馬化：Klishchiivka）是位於烏克蘭東部的村莊，由頓涅茨克州巴赫穆特區的巴赫穆特市鎮負責管轄。惟於俄羅斯入侵烏克蘭中兩度被佔領。

## 歷史
在俄羅斯入侵烏克蘭的巴赫穆特戰役中，由於克利希伊夫卡座落於巴赫穆特以西南，這村是俄方試圖包圍巴赫穆特的要地。經過數月的戰鬥，俄軍終於2023年1月19日聲稱奪下了克利希伊夫卡，而直到同月24日，战争研究所方才证实了这一进展。
2023年5月11日，俄方的博客有報導指，烏方成功重奪在該村以西的地域，並有可能威脅俄軍包圍巴赫穆特的攻勢。7月23日，烏克蘭再次進攻克利希伊夫卡。截至9月3日，克利希伊夫卡部分地區分別由烏克蘭和俄羅斯控制。9月17日，烏克蘭方面表示當地已被烏方收復。
2024年5月22日，俄羅斯聲稱再次佔領克利希伊夫卡。

## 人口統計
根據 2001年烏克蘭人口普查，該村共有512人。
村民的母語分配如下：
- 烏克蘭語：85.0%
- 俄語：14.6%
- 其他：0.4%